# 佴祺
佴祺（16世紀—17世紀），字慎脩，號雲岳，雲南临安卫官籍直隶鳳陽府定遠縣人，明朝政治人物。

## 生平
佴（nài）祺，正月初四日生，治書经。萬曆十九年（1591年）辛卯科雲南鄉試第九名舉人，二十三年（1595年）乙未科會試第二百四十名，廷試三甲第八十六名進士，通政司觀政，選庶吉士，二十五年八月授江西道監察御史，二十六年巡盐长芦，二十七年以事夺俸半年，二十八年为巡漕御史，又巡按直隶。二十九年巡按广西。

## 家族
曾祖佴倫。祖佴景榮。父佴時春，贈御史。母詹氏，封太孺人。慈侍下。兄佴祯（己卯舉人）、佴祜（例授冠带）。弟佴祥（引禮舍人）。娶方氏，封孺人。子夢鰲、夢鲲、夢鼎、夢衡。